# نيكولاس هدسون
نيكولاس هدسون (بالإنجليزية: Nicholas Hudson)‏ هو عداء مسافات متوسطة أسترالي، ولد في 9 نوفمبر 1972.

## وصلات خارجية
- نيكولاس هدسون على موقع الاتحاد الدولي لألعاب القوى (الإنجليزية)
- نيكولاس هدسون على موقع النتائج التاريخية لألعاب القوى الأسترالية (الإنجليزية)